# Pluchea
Pluchea es un género de plantas con flores perteneciente a la familia  Asteraceae.  Comprende 166 especies descritas y de estas, solo 55 aceptadas. Las especies están distribuidas en las regiones cálidas de ambos hemisferios.

## Descripción
Son hierbas o arbustos, frecuentemente aromáticos; tallos glabros, pubescentes o glandulosos, a veces alados. Hojas alternas, simples, ovadas a linear-lanceoladas, márgenes enteros o dentados, glabras o glandulosas a pubescentes; pecioladas o sésiles con aurículas abrazadoras o decurrentes sobre el tallo. Capitulescencias paniculadas, cimas alargadas a planas; capítulos disciformes, heterógamos; involucros ovoides o campanulados a hemisféricos; filarias en 2–5 series, imbricadas, herbáceas a cartáceas o endurecidas; receptáculos planos, glabros; flósculos pistilados en series múltiples, fértiles, las corolas filiformes, ligeramente dilatadas en la región distal, 3 (4)-lobadas, púrpuras a blanco-cremosas, estilos filiformes, bífidos, con ramas delgadas, alargadas; flósculos perfectos pocos, las corolas tubulares, rosados a rosado-purpúreos, el tubo delgado, dilatado distalmente, cilíndrico o ligeramente campanulado, 5-lobado, base de las anteras caudadas, apéndice terminal deltoide, redondeado, estilos bífidos o unidos, con ramas delgadas y ápice redondeado. Aquenios cilíndricos, prominentemente 3–6-acostillados, estrigulosos, glabros o glandulosos; vilano de cerdas estrigosas, en 1 serie, unidas en la base.

## Taxonomía
El género fue descrito por Alexandre Henri Gabriel de Cassini y publicado en Bull. Sci. Soc. Philom. Paris 1817: 31. 1817. La especie tipo es: Conyza marilandica Michx.

## Especies
1. Pluchea arabica (Boiss.) Qaiser & Lack - Yemen, Omán
2. Pluchea arguta Boiss. - India, Irán
3. Pluchea baccharis (Mill.) Pruski USA, Bahamas, Cuba, Yucatán, Centroamérica
4. Pluchea baccharoides (F. Muell.) F.Muell. ex Benth. - Australia
5. Pluchea bequaertii Robyns -central África
6. Pluchea biformis DC.
7. Pluchea bojeri (DC.) Humbert - Madagascar
8. Pluchea camphorata (L.) DC. USA, México
9. Pluchea carolinensis (Jacq.) G. Don Latinoamérica, Florida
10. Pluchea chingoyo (Kunth) DC. - Perú, Chile
11. Pluchea dentex R.Br. ex Benth. - Australia[4]
12. Pluchea dioscoridis (L.) DC. - Egipto, Oriente Medio
13. Pluchea dodonaeifolia (Hook. & Arn.) H.Rob. & Cuatrec. - Bolivia
14. Pluchea domingensis Klatt - La Española
15. Pluchea dunlopii Hunger - Australia[4]
16. Pluchea eupatorioides Kurz[5] - China, Indochina
17. Pluchea ferdinandi-muelleri Domin - Australia[4]
18. Pluchea fiebrigii H.Rob. & Cuatrec. - Bolivia
19. Pluchea foetida (L.) DC. USA, Yucatán
20. †Pluchea glutinosa Balf.f. (extinto)
21. Pluchea grevei (Baill.) Humbert - Madagascar
22. Pluchea heterophylla Vatke - tropical África
23. Pluchea hirsuta (L.) Less. - India
24. Pluchea indica (L.) Less. India, China, Japón, Asia, Australia
25. Pluchea kelleri (Thell.) Thulin - Somalia
26. Pluchea lanceolata (DC.) Oliv. & Hiern - India, Afganistán,  África
27. Pluchea lanuginosa C.B.Clarke - India
28. Pluchea laxiflora Hook. & Arn. ex Baker
29. Pluchea linearifolia C.B.Clarke -  India
30. Pluchea littoralis Thulin
31. Pluchea lucens Thulin
32. Pluchea lycioides (Hiern) Merxm. - Sudáfrica
33. Pluchea mexicana (R.K.Godfrey) G.L.Nesom - San Luis Potosí
34. Pluchea microcephala R.K.Godfrey - Bolivia, Perú, Argentina
35. Pluchea nogalensis Chiov. - Somalia
36. Pluchea oblongifolia DC. - Brasil
37. Pluchea odorata (L.) Cass.   de Ontario a Bolivia - salvia de playa, salvia colorada (en Cuba).[6]
38. Pluchea ovalis (Pers.) DC. - Arabia, Marruecos
39. Pluchea parvifolia (A.Gray) R. K. Godfrey - Baja California
40. Pluchea polygonata (DC.) Gagnep. - India, Indochina
41. Pluchea pteropoda Hemsl. ex Hemsl - China, Indochina[5]
42. Pluchea rosea R.K.Godfrey - México, Honduras,  USA - salvia de Venezuela[6]
43. Pluchea rubelliflora (F.Muell.) B. L. Rob.[4] - Australia
44. Pluchea rufescens (DC.) A.J.Scott - Mauricio
45. Pluchea sagittalis Less. Sudamérica
46. Pluchea salicifolia (Mill.) S. F. Blake - México, Guatemala
47. Pluchea sarcophylla Chiov. - Somalia
48. Pluchea scabrida DC. - Filipinas
49. Pluchea sericea (Nutt.) Coville USA, México - Cachanilla
50. Pluchea somaliensis (Thell.) Thulin - Somalia
51. Pluchea sordida (Vatke) Oliv. & Hiern - tropical África
52. Pluchea succulenta Mesfin - Somalia
53. Pluchea tertanthera F. Muell.[4] - Australia
54. Pluchea tomentosa DC. - India
55. Pluchea wallichiana DC. - India
56. Pluchea yucatanensis G. L. Nesom Yucatán incl Belice